# Daïra de Kherrata
La daïra de Kherrata est une circonscription administrative algérienne située dans la wilaya de Béjaïa,  et la région de Kabylie. Son chef-lieu est situé sur la commune éponyme de Kherrata, à 33,75 km au sud-est de Béjaïa, chef-lieu de la wilaya de Béjaïa dont elle dépend.
La daïra regroupe les deux communes de Kherrata et Draâ El-Kaïd.

## Géographie
Kherrata, située à 60 km du chef lieu de wilaya (BÉJAÏA) Est.
| Bouandas (Wilaya de Sétif) | Darguina                 | Amoucha (Wilaya de Sétif)   |
| Maoklane (Wilaya de Sétif) | daïra de Kherrata        | Amoucha (Wilaya de Sétif)   |
| Maoklane (Wilaya de Sétif) | Bougaa (Wilaya de Sétif) | Aïn Arnat (Wilaya de Sétif) |